# Каспийский государственный университет технологий и инжиниринга имени Ш. Есенова
Каспийский университет технологий и инжиниринга имени Ш. Есенова (каз. Шахмардан Есенов атындағы Каспий технологиялар және инжиниринг университеті, также известен как Yessenov University, КГУТИ, Университет Есенова) — многопрофильное высшее учебное заведение Казахстана. Назван в честь казахстанского ученого Шахмардан Есенова, внёсшего большой вклад в развитие геологической науки и геологической службы Казахстана.

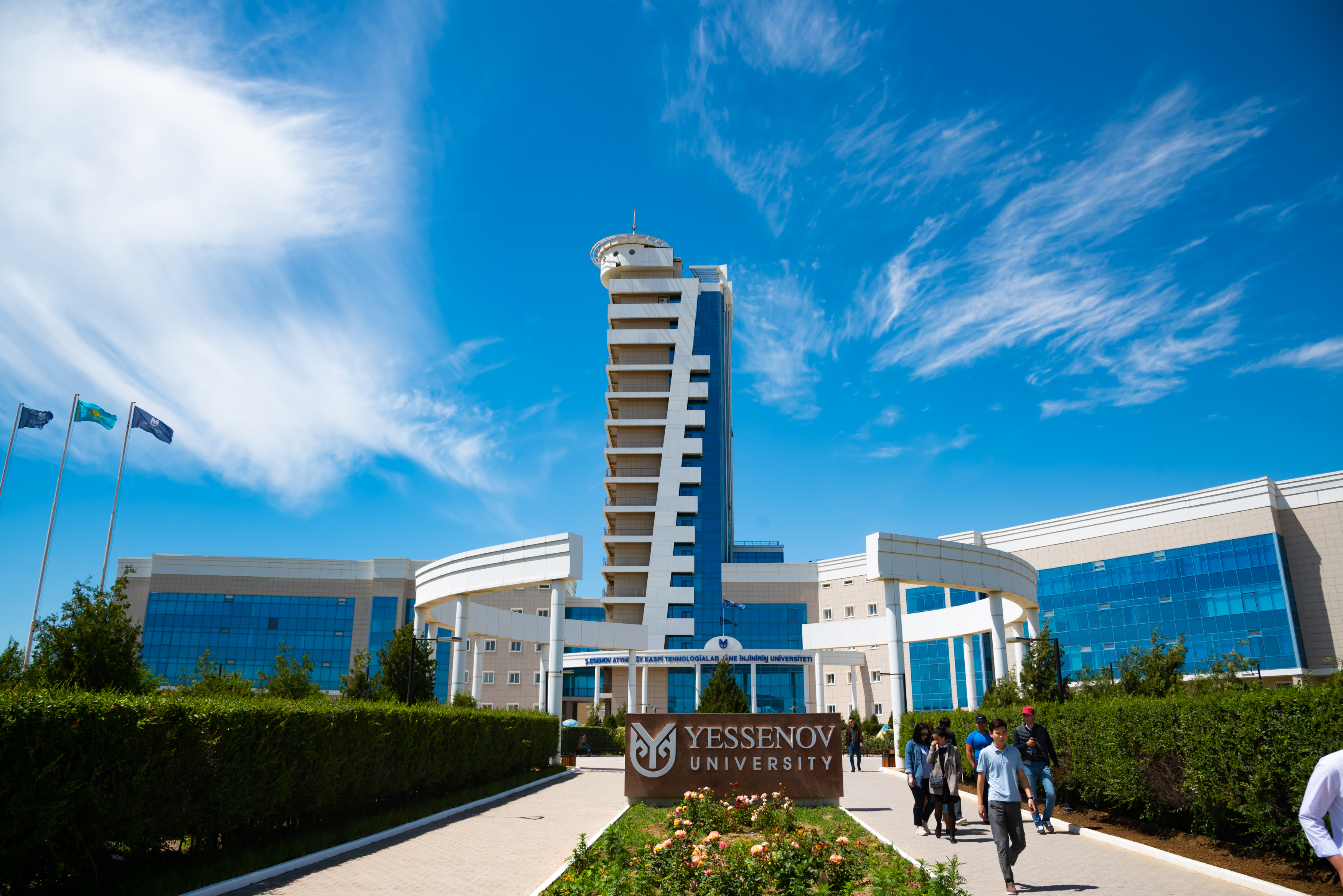
Yessenov University

На 2024 год Каспийский университет технологий и инжиниринга имени Ш. Есенов обучает по 62 специальностям бакалавриата, 35 специальностям магистратуры и 7 специальностям докторантуры. В университете преподают более 350 преподавателей, среди них более 150 с учеными степенями. Обучаются более 9 тысяч студентов.

## История
История университета начинается с 1976 года, когда в целях подготовки инженерных кадров для Мангистауского территориально производственного комплекса был организован общетехнический факультет Казахского политехнического института в г. Шевченко (ныне г. Актау) Мангышлакской области. Возникла необходимость в открытии новых специальностей, что сделало общетехнический факультет многопрофильным.
В 1990 году общетехнический факультет политехнического института преобразован в Мангистауский филиал Казахского политехнического института  имени В. И. Ленина(КазПТИ имени В. И. Ленина).
В 1993 году на базе Мангистауского филиала КазПТИ имени В. И. Ленина открывается Актауский политехнический институт.
1995 год запомнился для института присвоением имени Шахмардана Есенова.
Постановлением Правительства РК № 573 от 07.05.96г. на базе слияния Актауского политехнического и Актауского филиала Атырауского педагогического университета был создан Актауский государственный университет имени академика Ш.Есенова.
26 мая 2008г. «Актауский государственный университет имени Ш.Есенова» был переименовыван в «Каспийский государственный университет технологий и инжиниринга имени Ш.Есенова».
В соответствии с поручением Президента РК Н.А. Назарбаева от 28.10.2006г. №41-8.106, данного в ходе посещения Мангистауской области 4-6 октября, в июне 2007 года началось строительство университетского кампуса. 2009-2010 новый учебный год коллектив университета встретил в новом учебном корпусе.
В 2011 году было сдано студенческое общежитие на 500 мест и начато строительство спорткомплекса, который был сдан в 2013 году.
В 2012 году состоялось торжественное открытие современного двухэтажного Студенческого спортивного комплекса. Этот просторный центр включает в себя всё необходимое для активного и здорового образа жизни студентов: футбольное поле, залы для игры в волейбол и баскетбол, а также 24-метровый бассейн с четырьмя дорожками. В комплексе предусмотрены душевые, тренажерный зал, зал для занятий борьбой, а также медицинские кабинеты и кабинеты физиотерапии для полного восстановления и заботы о здоровье студентов.
В 2018 году университет прошёл процесс ребрендинга в Yessenov University. Вместе с новым именем были сформулированы миссия, видение и ценности университета, а также определены его стратегические задачи. Этот шаг обозначил курс на развитие, внедрение инноваций и создание образовательной среды, направленной на подготовку профессионалов, готовых к вызовам современного мира. Ребрендинг университета включал в себя разработку нового логотипа, обновление визуальных знаков и дизайна печати.
В 2018 году был открыт центр «Служение обществу» (SERVICE LEARNING), направленный на решение конкретных социальных проблем Мангистауской области.
21 июня 2023 году подписано соглашение между Казахско-Немецким университетом и Каспийским университетом технологий и инжиниринга им. Ш. Есенова о создании нового Казахско-Немецкого института устойчивой инженерии (KINI) и официальное открытие Казахско-Немецкого института устойчивой инженерии.
В 2019 году Президент Касым-Жомарт Токаев посетил Морскую академию Yessenov University.
В 2020 году университет был реорганизован в некоммерческое акционерное общество.
В 2021 году Yessenov University прошёл институциональную аккредитацию международного агентства ACQUIN (Германия).

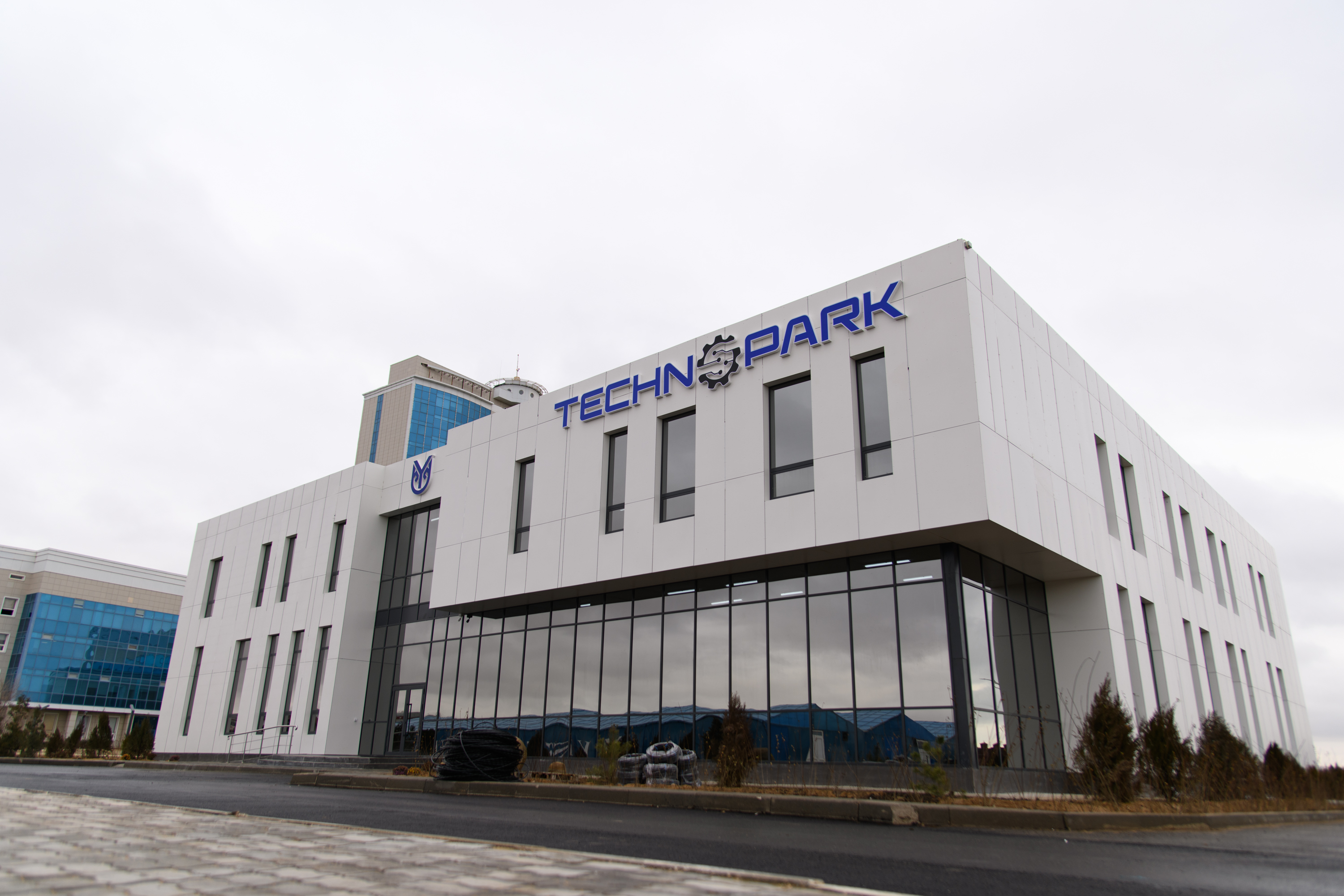
Yessenov Technopark

В 2022 году в университете была открыта академия Huawei ICT.
В 2022 году в рамках проекта "Моя профессия — мое будущее" была открыта школа Форсайт.
В 2023 году прошло официальное открытие Казахстанско-немецкого института устойчивой инженерии при Yessenov University.
В 2023 году Президент Германии Франк-Вальтер Штайнмайер и Премьер-министр Казахстана Алихан Смаилов заложили капсулу времени в рамках строительства Казахстанско-немецкого института устойчивой инженерии.
В 2023 году прошли XII Летние Универсиады среди студентов университетов Республики Казахстан.
В 2024 году открытие Студенческого парка, Спортивного стадиона и Технопарка при Yessenov University. Эти новые объекты будут способствовать созданию комфортной и современно оборудованной инфраструктуры для студентов, поддерживая активное участие в учебной и спортивной жизни университета, а также обеспечивая возможности для научных исследований и стартапов.

## Структура университета

### Факультеты
- Факультет «Инжиниринг»
- Факультет «Бизнес и право»
- Факультет «Наук и технологии»
- Факультет «Туризма и языков»

- Факультет «Образования»
- Морская Академия

При Yessenov University функционирует Казахско-немецкий институт устойчивой инженерии (KINI)

### Преподавательский состав
В Yessenov University работают 435 преподавателей, представляющих различные научно-образовательные направления. Значительная часть профессорско-преподавательского состава обладает высокими академическими степенями:
- Доктор PhD — 50 человек
- Доктор наук — 13 человек
- Доктор по профилю — 1 человек
- Кандидат наук — 134 человека

## Награды, рейтинги, аккредитации
Yessenov University получил международную институциональную аккредитацию ACQUIN.
В 2023 году Yessenov University заняв 521-е место среди мировых вузов в рейтинге "UI GreenMetric" .
В Национальном рейтинге ведущих многопрофильных вузов Казахстана за 2024 год, составленном Независимым агентством по обеспечению качества в образовании (IQAA-Ranking), Yessenov University занял 6 место. 
Yessenov University в рейтинге QS Asian University Rankings #451-460 занял 28-е место среди вузов Центральной Азии.
Морской учебно-тренажерный центр Yessenov University прошел освидетельствование Российским морским регистром судоходства (РМРС).
Согласно данным Национального рейтинга ведущих многопрофильных вузов Казахстана за 2024 год, университет занял 6-е место, набрав 49.58 балла из 100 возможных. 

## Ректоры
- 1976-1983 — Табылдиев Кенесбай Табылдиевич
- 1983-2001 — Божанов, Есберген Токшылыкович
- 2001-2005 — Ахметов, Ашимжан Сулейменович
- 2005-2013 — Абжаппаров, Абдумуталип Абжаппарович
- 2013-2017 — Ботабеков Адильбек Кожабекович
- с 2017 по настоящее время  — Ахметов Берик Бахытжанович